# Eparchia saławacka
Eparchia saławacka – jedna z eparchii Rosyjskiego Kościoła Prawosławnego, z siedzibą w Saławacie. Należy do metropolii baszkortostańskiej.
Erygowana przez Święty Synod Rosyjskiego Kościoła Prawosławnego 28 grudnia 2011 poprzez wydzielenie z eparchii ufijskiej i stierlitamackiej. Obejmuje terytorium części rejonów Baszkirii. Jej pierwszym ordynariuszem został 16 marca 2012 Mikołaj (Subbotin).
Katedrą eparchii jest sobór Zaśnięcia Matki Bożej w Saławacie.
Postanowieniem Świętego Synodu, w 2017 r. z części terytoriów eparchii saławackiej, ufijskiej i nieftiekamskiej wydzielono nową administraturę – eparchię birską.